# Nomada sarta
Nomada sarta är en biart som beskrevs av Morawitz 1875. Nomada sarta ingår i släktet gökbin, och familjen långtungebin. Inga underarter finns listade i Catalogue of Life.